# زمان آینده (دستور زبان)

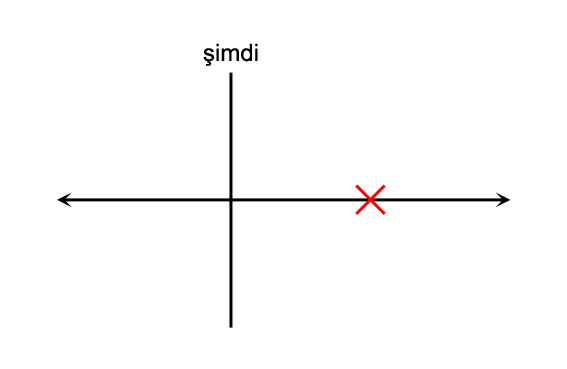
در نمودار، خط افقی نماد زمان و ضربدر نماد رویداد یا موقعیتی است که در آینده رخ خواهد داد.

 زمان آینده در زبان پارسی برای بیان رویدادی یا برنامه‌ای که مربوط به آینده است به‌کار می‌رود.

## روش ساخت
زمان آینده در پارسی به سه روش ساخته می‌شود:
۱.《خواه+شناسه‌های مضارع+بن ماضی》:
خواهم رفت، خواهی رفت، خواهد رفت، خواهیم رفت، خواهید رفت، خواهند رفت.
- این گونه کاربردی در میان عامهء مردم ندارد و رسمی است.

۲.《می+خواه+شناسه‌های مضارع+بـ+بن مضارع+شناسه های مضارع》:
می‌خواهم بروم، می‌خواهی بروی، می‌خواهد برود، می‌خواهیم برویم، می‌خواهید بروید، می‌خواهند بروند.
- این گونه هم‌ارز Sipmle Future(آینده ساده) انگلیسی است.

۳.《می‌+خواست+شناسه‌های ماضی+بـ+بن مضارع+شناسه‌های مضارع》:
می‌خواستم بروم، می‌خواستی بروی، می‌خواست برود، می‌خواستیم برویم، می‌خواستید بروید، می‌خواستند بروند.
- این گونه هم‌ ارز Simple Future in Past(آینده ساده در گذشته) انگلیسی است.

## کاربرد
کاربرد زمان آینده در پارسی معیار معمولاً در نوشتار است، و در گفتار، اغلب به‌جای آن از حال اِخباری استفاده می‌شود.
مثال: فردا به فرودگاه خواهم رفت. -> فردا به فرودگاه می‌روم.